# Отье, Жан Франсуа Этьен
Жан Франсуа Этьен Отье (фр. Jean François Etienne Autié; 1771—1811) — французский военный деятель, полковник (1803 год), барон (1808 год), участник революционных и наполеоновских войн.

## Биография
Родился в семье юриста, нотариуса и королевского прокурора города Агд Луи Отье (фр. Louis Autié; 1734—1808) и его супруги Марианны Кусталь (фр. Marianne Coustal; ок.1731—1824). Был восьмым из девяти детей пары.
Поступил на военную службу 1 сентября 1791 года солдатом в 1-й батальон волонтёров Эро и сражался под началом генерала Ансельма в рядах Альпийской армии в кампании 1792 года. 6 мая 1793 года избран сослуживцами капитаном 5-го батальона волонтёров Эро, вошедшего в 1796 году в состав 18-й полубригады лёгкой пехоты. Принимал участие в осаде Тулона, после чего определён в Армию Восточных Пиренеев и 4 января 1794 года назначен штабным капитаном. 20 апреля 1794 года – главный аджюдан. Продемонстрировал в сражениях множество доказательств своей редкой неустрашимости: 14 июля 1795 года генерала Соре отправил Отье к старшему офицеру авангарда с приказом о захвате окопов Сен-Клеман близ Росаса. У командира авангарда в наличии были батальон волонтёров Жиронды, три гренадерские роты Аквитанского полка и 200 Бершенийских гусар, и он сомневался в возможности захватить укрепления собственными силами и отказался атаковать. Тогда Отье обратился к капитану Бреда, командующему гренадерских рот, с предложением атаковать собственными силами позиции неприятеля. Предложение было принято и оба офицера во главе гренадер бросились в атаку, пересекли частокол и заняли испанские позиции, защищаемые батальоном валлонской гвардии. 3 июля 1796 года назначен адъютантом генерала Менара в Итальянской армии. 26 января 1797 года возглавил гренадер 25-й полубригады линейной пехоты и одним из первых преодолел мост Карпенедоло, защищаемый двумя орудиями и 3000 австрийцев, опрокинул и отбросил врага, потерявшего около 200 убитыми или ранеными и 900 человек пленными, в том числе майора и 12 офицеров. За эти блестящие действия 31 января 1798 года был произведён в командиры батальона, и вновь стал адъютантом Менара.
В 1798 году присоединился к Гельветической армии вместе с генералом Менаром, чтобы поддержать восстание кантона Во против кантона Берн. Затем служил в Рейнской и Дунайской армиях. Он несколько раз отличился, особенно во время переправы через Лимат, что принесло ему звание командира бригады, присвоенное ему генералом Массеной 27 сентября 1799 года. Был утверждён в чине Первым консулом 28 марта 1800 года. Правительство Лигурии, признавая заслуги полковника Отье, наградило его суммой в 3000 франков, но последний отказался и принял взамен саблю с выгравированными словами: «Правительство Лигурии шефу бригады Отье» (фр. Le gouvernement ligurien, au chef de brigade Autié).
5 октября 1803 года назначен командиром 8-го полка линейной пехоты в составе Армии Ганновера генерала Мортье. В 1805 году Армия Ганновера стала 1-м армейским корпусом Великой Армии. Отье принимал участие в кампаниях 1805, 1806 и 1807 годов, отличился в сражении при Аустерлице, сражался при Галле, Любеке, Морунгене, Данциге и Фридланде.
11 августа 1808 года получил дотацию в 4000 франков с Вестфалии.
Осенью 1808 года его полк был переведён в Армию Испании, отличился в сражении 10 ноября 1808 года при Эспиносе. В 1809 году сражался при Талавере. Участвовал в осаде Кадисе в 1810 году. 5 марта 1811 года был убит вместе с бригадным генералом Шодроном-Руссо в сражении при Бароссе, когда атаковал английские батальоны.

## Воинские звания
- Капитан (6 мая 1793 года);
- Командир батальона (31 января 1798 года);
- Полковник (27 сентября 1799 года, утверждён в чине 28 марта 1800 года).

## Титулы
- Барон Отье и Империи (фр. Baron Autié et de l’Empire; декрет от 19 марта 1808 года, патент подтверждён 21 августа 1808 года)[2].

## Награды
Легионер ордена Почётного легиона (11 декабря 1803 года)
 Офицер ордена Почётного легиона (14 июня 1804 года)
 Коммандан ордена Почётного легиона (22 ноября 1808 года)